# حلقه‌های کشتزار
حلقه‌های کشتزار یا دایره‌های روی مزارع (به انگلیسی: Crop circles) شکل‌هایی هستند که با خم کردن محصولات کشاورزی مانند گندم، جو، ذرت به وجود می‌آیند. این اصطلاح را نخستین بار پژوهشگری به نام کالین اندروز برای نامیدن دایره‌های ساده‌ای که روی آن‌ها مطالعه می‌کرد، به کار برد.
بسیاری از این شکل‌ها مانند شکل‌های ساخته داگ باوِر، دَیو چورلی و جان لاندبِرگ ساخته بشر هستند. باوِر و چورلی در سال ۱۹۹۲ به خاطر این کارشان موفق به دریافت جایزه ایگ‌نوبل شدند.

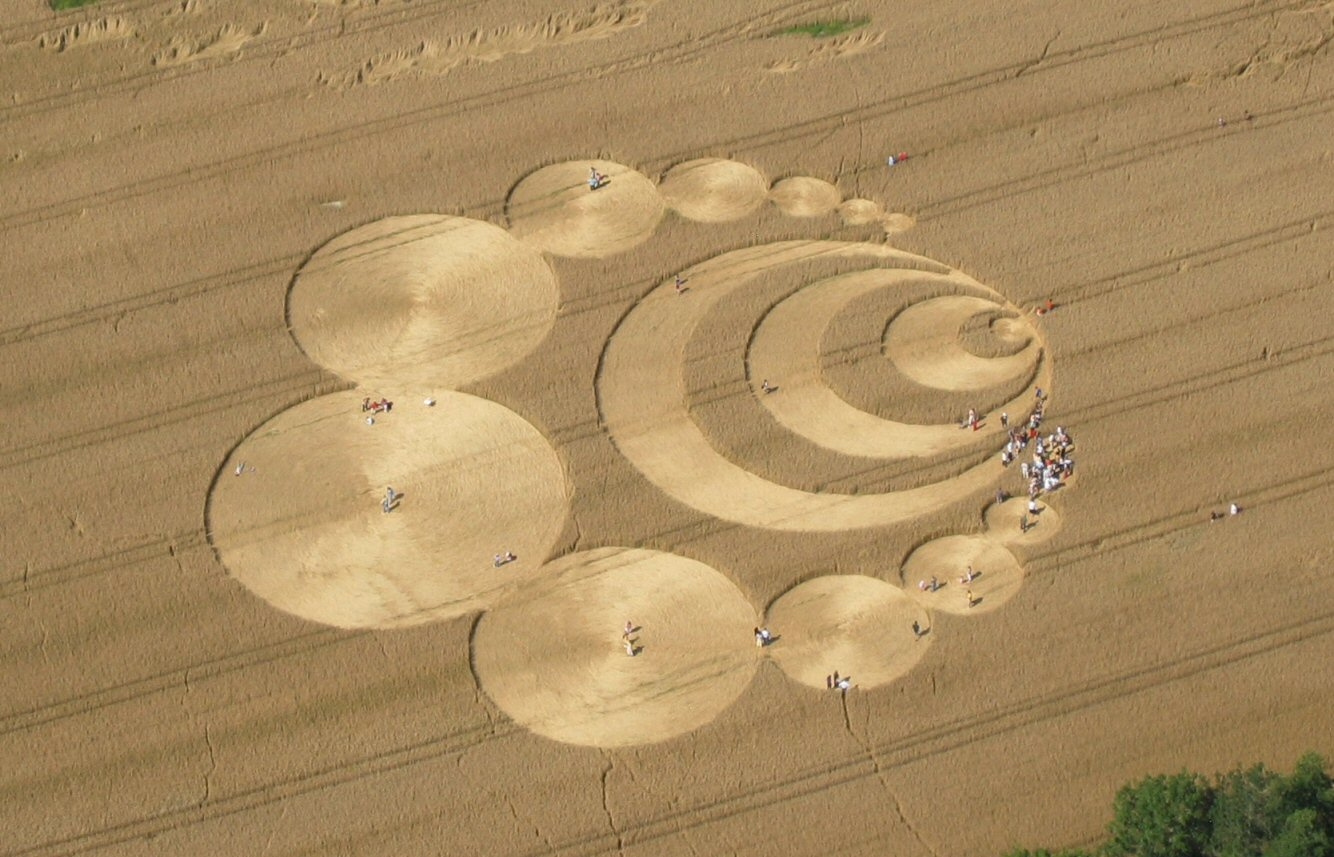
شکلی که در سال ۲۰۰۷ روی مزرعه‌ای در سوئیس ایجاد شده است. این شکل‌ها، از دسته شکل‌های با منشأ ناشناخته هستند.

با این وجود، شکل‌هایی نیز بدون دخالت انسان و با منشأیی ناشناخته روی مزارع ایجاد می‌شود. در توجیه علت این پدیده، فرضیه‌های متفاوتی بر اساس طبیعت‌گرایی، فراطبیعت و فراهنجار ارائه شده است. عمده فرضیه‌های طبیعت‌گرا، اعتقاد دارند که این دایره‌ها ساخت انسان است و سازندگان، آنان را برای شوخی و دست‌انداختن به وجود می‌آورند. آرش بزرگمهر در مقاله خود در روزنامه اعتماد ملی این فرضیه را نادرست و بعید می‌داند. عمده فرضیه‌های فراهنجاری، این دایره‌ها را حاصل نشستن سفینه آدم‌فضایی‌ها یا فرایندهای فراطبیعی می‌دانند. این اشکال در واقع بیانگر علم جدیدیست از مثلثات و ریاضی و فیزیک که جمع‌آوری آنها و در ادامه علم به آنها نیازمند هستیم تشکیل شده. برخی از پیام‌هایی که رمزگشایی شده است، همگی دارای پیام‌های صلح‌آمیز بودند.

## تاریخچه

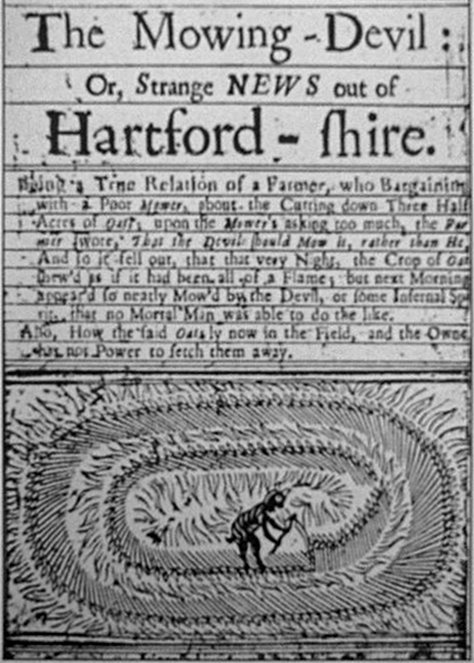
یک نسخه چاپی دربارهٔ حکاکی شیطان دروکن در سال ۱۶۷۸

قدیمی‌ترین و مشهورترین تصویر قدیمی مستندی که این پدیده را نشان می‌دهد، یک حکاکی چوبی متعلق یه سال ۱۶۷۸ در انگلستان است. در این حکاکی که شیطان دروکن نام دارد، موجودی شیطانی تصویر شده که با داسی بلند و شکلی عجیب و خاص در حال دروی مزرعه غلات است. این حکاکی دربارهٔ کشاورزی است که از پرداخت پول به کارگری برای دروی محصولات مزرعه‌اش سرباز می‌زند و می‌گوید که ترجیح می‌دهد که شیطان برایش آن را درو کند. آن شب به نظر رسید که مزرعه‌اش آتش گرفته است و صبح فردا، مزرعه به شکلی غیرطبیعی، کاملاً درو شده بود.
مورد تاریخی جدیدتری از پدیده حلقه‌های کشتزار که در سال ۱۸۸۰ رخ داده بود، در شماره ژانویه ۲۰۰۰ ژورنال آو متئورولوژی انتشار دوباره یافت.
این نشریه پژوهش‌های یک دانشمند آماتور به نام جان رند کاپرون در سال ۱۸۸۰ را این‌گونه نقل قول می‌کند:
طوفان‌ها در این ناحیه سری (َشهری در انگلیس) که به تازگی روی داده است، محلی و سخت بوده است؛ و اثرات گذاشته شده در برخی موارد باعث کنجکاوی است. بازدید از مزرعه همسایه در عصر چهارشنبه ما یک میدان گندم ایستاده یافتیم ولی نه به‌طور کامل بلکه به شکل تکه‌ای که از فاصله با لکه‌های دایره‌ای دیده می‌شود. همه آنها به یک شکل بودند یعنی یک مرکز با چند ساقه ایستاده به عنوان مرکز و گندم‌های خوابیده به یک سو و پیرامون مرکز و کناره‌ها دیواره‌ای از گندمهای سالم بودند.

## طرح‌های حلقه‌ها
این شکل‌ها در ۲ دهه گذشته، هندسی‌تر، هنری‌تر، پیچیده‌تر و پرطرح‌تر شده‌اند. در برخی موارد دایره‌ها مانند حلقه‌های المپیک درون هم هستند و در مواردی مثلث نیز در میان اشکال دیده‌شده است.
وحتی اشکالی از چهره دیده می‌شود و دقت رسم آنها اندازه اشکال و زوایا می‌توان پی برد که کار انسان‌های تحصیل کرده و شوخ‌طبع است.

## پژوهش‌های علمی
ابتدا ژاپن برای بررسی این پدیده گروه‌های ویژه‌ای را به آمریکا و اروپا فرستاد. آنان اعلام کردند که نتایج مطالعاتشان نشان می‌دهد که این شکل‌ها پیامی از جانب موجودات زنده فرازمینی است.

## نگارخانه

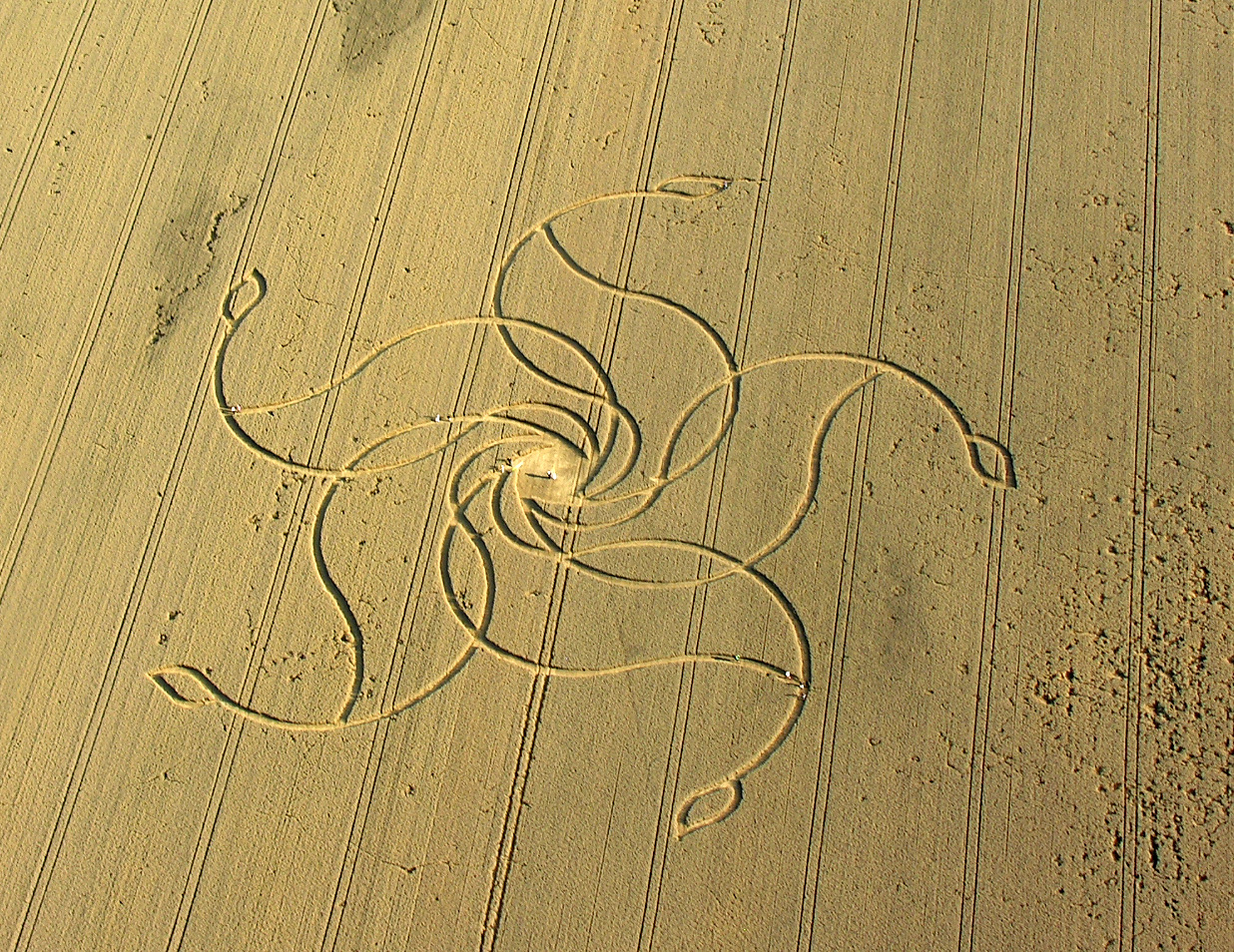
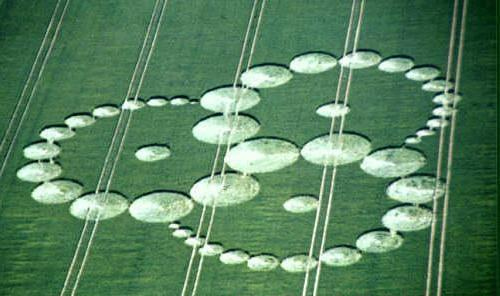

## نام‌های انگلیسی
1. ↑  Colin Andrews
2. ↑  Doug Bower
3. ↑  Dave Chorley
4. ↑  John Lundberg
5. ↑  Journal of Meteorology
6. ↑  John Rand Capron

### پایگاه‌های داده
- Crop Circle Archive
- Crop Circles DataBase